# Robert Armstrong (acteur)
Pour les articles homonymes, voir Robert Armstrong et Armstrong.

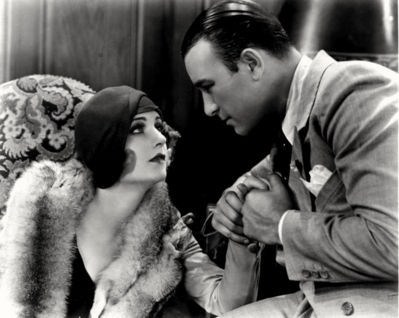
Avec Carole Lombard, dans The Racketeer (1929)

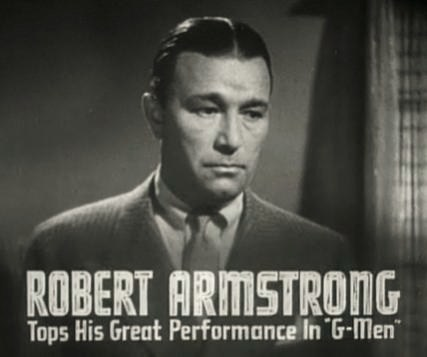
Dans La Femme de l'ennemi public (1936)

Robert Armstrong est un acteur américain, né à Saginaw (Michigan) le 20 novembre 1890, mort d'un cancer à Santa Monica (Californie) le 20 avril 1973.

## Biographie
Robert Armstrong joue d'abord au théâtre, à Broadway (la première fois en 1919), dans quatre productions, dont une comédie musicale. Puis il se consacre au cinéma, faisant toutefois une dernière incursion à Broadway en 1944.
Il participe à plus de 150 films américains, entre 1927 (dont quelques réalisations à la fin de la période du muet) et 1964, son rôle le plus connu étant celui du producteur de cinéma Carl Denham, dans King Kong et Le Fils de Kong, tous deux tournés en 1933 (il retrouvera d'ailleurs un rôle similaire, celui de Max O'Hara, dans Monsieur Joe en 1949).
De 1950 à 1964, il apparaît également à la télévision, dans de nombreuses séries.

## Filmographie partielle

### Au cinéma
- 1927 : The Main Event de William K. Howard
- 1928 : Une fille dans chaque port (A Girl in every Port) d'Howard Hawks
- 1928 : The Cop de Donald Crisp
- 1928 : Célébrité (Celebrity) de Tay Garnett
- 1928 : The Leopard Lady de Rupert Julian
- 1929 : Big News de Gregory La Cava
- 1929 : Oh, Yeah ! de Tay Garnett
- 1929 : Au-delà du devoir (The Leatherneck), de Howard Higgin
- 1929 : The Racketeer de Howard Higgin
- 1930 : Il faut payer (Paid), de Sam Wood
- 1931 : L'Homme de fer (Iron Man) de Tod Browning
- 1931 : Ex-Bad Boy de Vin Moore
- 1931 : Suicide Fleet de Albert S. Rogell
- 1931 : The Tip-Off de Albert S. Rogell
- 1932 : Quatre de l'aviation (The Lost Squadron) de George Archainbaud
- 1932 : Radio Patrol d'Edward L. Cahn
- 1932 : Les Chasses du comte Zaroff (The Most Dangerous Game) d'Irving Pichel et Ernest B. Schoedsack
- 1932 : Is My Face Red de William A. Seiter
- 1932 : Hold 'Em Jail de Norman Taurog
- 1932 : La Danseuse de Panama ou Gangsters de Broadway (Panama Flo), de Ralph Murphy
- 1932 : Un meurtre chez les pingouins (Penguin Pool Murder), de George Archainbaud
- 1933 : The Billion Dollar Scandal de Harry Joe Brown
- 1933 : King Kong d'Ernest B. Schoedsack et Merian C. Cooper
- 1933 : Fast Workers de Tod Browning
- 1933 : I Love That Man de Harry Joe Brown
- 1933 : Dans la purée de Londres (Blind Adventure) de Ernest B. Schoedsack
- 1933 : Above the Clouds de  Roy William Neill
- 1933 : Le Fils de Kong (The Son of Kong) d'Ernest B. Schoedsack
- 1934 : Palooka de Benjamin Stoloff
- 1934 : She Made Her Bed de Ralph Murphy
- 1934 : Manhattan Love Song de Leonard Fields
- 1934 : The Hell Cat de Albert S. Rogell
- 1934 : Kansas City Princess de William Keighley
- 1934 : L'École de la beauté (Search for beauty) de Erle C. Kenton
- 1934 : Flirting with Danger de Vin Moore
- 1935 : The Mystery Man de Ray McCarey
- 1935 : Gigolette de Charles Lamont
- 1935 : Sweet Music de Alfred E. Green
- 1935 : Les Hors-la-loi (G' Men) de William Keighley
- 1935 : Little Big Shot de Michael Curtiz
- 1935 : Cocktails et Homicides (Remember Last Night ?) de James Whale
- 1935 : Pirate Party on Catalina Isle de Gene Burdette et Alexander Van Dorn (court-métrage)
- 1936 : Dangerous Waters de Lambert Hillyer
- 1936 : Mon ex-femme détective (The Ex-Mrs. Bradford) de Stephen Roberts
- 1936 : All Americain Chump d'Edwin L. Marin
- 1936 : La Femme de l'ennemi public (Public Enemy's Wife) de Nick Grinde
- 1936 : Without Orders de Lew Landers
- 1937 : Nobody's Baby (en) de Gus Meins
- 1937 : Three Legionnaires de Hamilton MacFadden
- 1937 : It Can't Last Forever de Hamilton MacFadden
- 1937 : She loved a Fireman (en) de John Farrow
- 1937 : The Girl Said No d'Andrew L. Stone
- 1938 : The Night Hawk de Sidney Salkow
- 1938 : La Pauvre Millionnaire (There Goes My Heart) de Norman Z. McLeod
- 1939 : The Flying Irishman de Leigh Jason
- 1939 : Winter Carnival de Charles Reisner
- 1939 : Unmarried de Kurt Neumann
- 1939 : Man of Conquest de George Nichols Jr.
- 1939 : Flight at Midnight de Sidney Salkow
- 1939 : Call a Messenger de Arthur Lubin
- 1939 : Les Fantastiques Années 20 de Raoul Walsh
- 1940 : Framed de Harold D. Schuster
- 1940 : Forgotten Girls de Phil Rosen
- 1940 : Enemy Agent de Lew Landers
- 1940 : San Francisco Docks (en) d'Arthur Lubin
- 1940 : Behind the News de Joseph Santley
- 1941 : Citadel of Crime de George Sherman
- 1941 : Bombardiers en piqué (Dive Bomber), de Michael Curtiz
- 1942 : Mon espion favori (My Favorite Spy) de Tay Garnett
- 1942 : Let's Get Tough! (en) de Wallace Fox
- 1943 : Le Cavalier du Kansas (The Kansan) de George Archainbaud
- 1944 : Monsieur Winkle s'en va-t-en guerre (Mr. Winkle Goes to War) d'Alfred E. Green
- 1944 : Intrigue à Damas (Action in Arabia) de Léonide Moguy
- 1944 : La Belle de l'Alaska (Belle of the Yukon) de William A. Seiter
- 1945 : Du sang dans le soleil (Blood on the Sun) de Frank Lloyd
- 1946 : La Rapace (Decoy), de Jack Bernhard
- 1946 : Blonde Alibi
- 1946 : Criminel Court de Robert Wise
- 1947 : Le Maître de la prairie (The Sea of Grass) d'Elia Kazan
- 1947 : Dieu est mort (The Fugitive) de John Ford
- 1947 : Fall Guy de Reginald Le Borg
- 1948 : Far West 89 (Return of the Bad Men) de Ray Enright
- 1948 : Visage pâle (The Paleface) de Norman Z. McLeod
- 1949 : Streets of San Francisco de George Blair
- 1949 : Monsieur Joe (Mighty Joe Young) d'Ernest B. Schoedsack
- 1952 : The Pace that thrills (en) de Leon Barsha
- 1956 : The Peacemaker (en) de Ted Post
- 1957 : The Crooked Circle (en) de Joseph Kane
- 1963 : La Revanche du Sicilien (Johnny Cool) de William Asher
- 1964 : For those who think Young (en) de Leslie H. Martinson

### À la télévision (séries)
- State Trooper (en) (vingt-quatre épisodes, de 1956 à 1959)
- Perry Mason (première série, quatre épisodes, entre 1958 et 1964)
- Alfred Hitchcock présente (Alfred Hitchcock presents ; deux épisodes, en 1960 et 1962) et Suspicion (The Alfred Hitchcock Hour, un épisode, en 1962)
- 1961 : Lassie (un épisode), Rawhide (un épisode) et Laramie (un épisode)

## Théâtre (à Broadway)
Pièces, sauf mention contraire
- 1919 : Boys will be Boys de Charles O'Brien Kennedy, avec Harry Beresford
- 1920 : Honey Girl, comédie musicale, musique d'Albert von Tilzer, lyrics de Neville Fleeson, livret d'Edward Clark (en)
- 1925-1926 : Is zat so ? de James Gleason et Richard Taber, avec James Gleason, Eleanor Parker
- 1926 : Sure Fire de Rolph Murphy, avec Norman Foster, Gene Lockhart, Ernest Truex
- 1944 : Sleep no more de Lee Loeb et Arthur Strawn